# 音乐街区

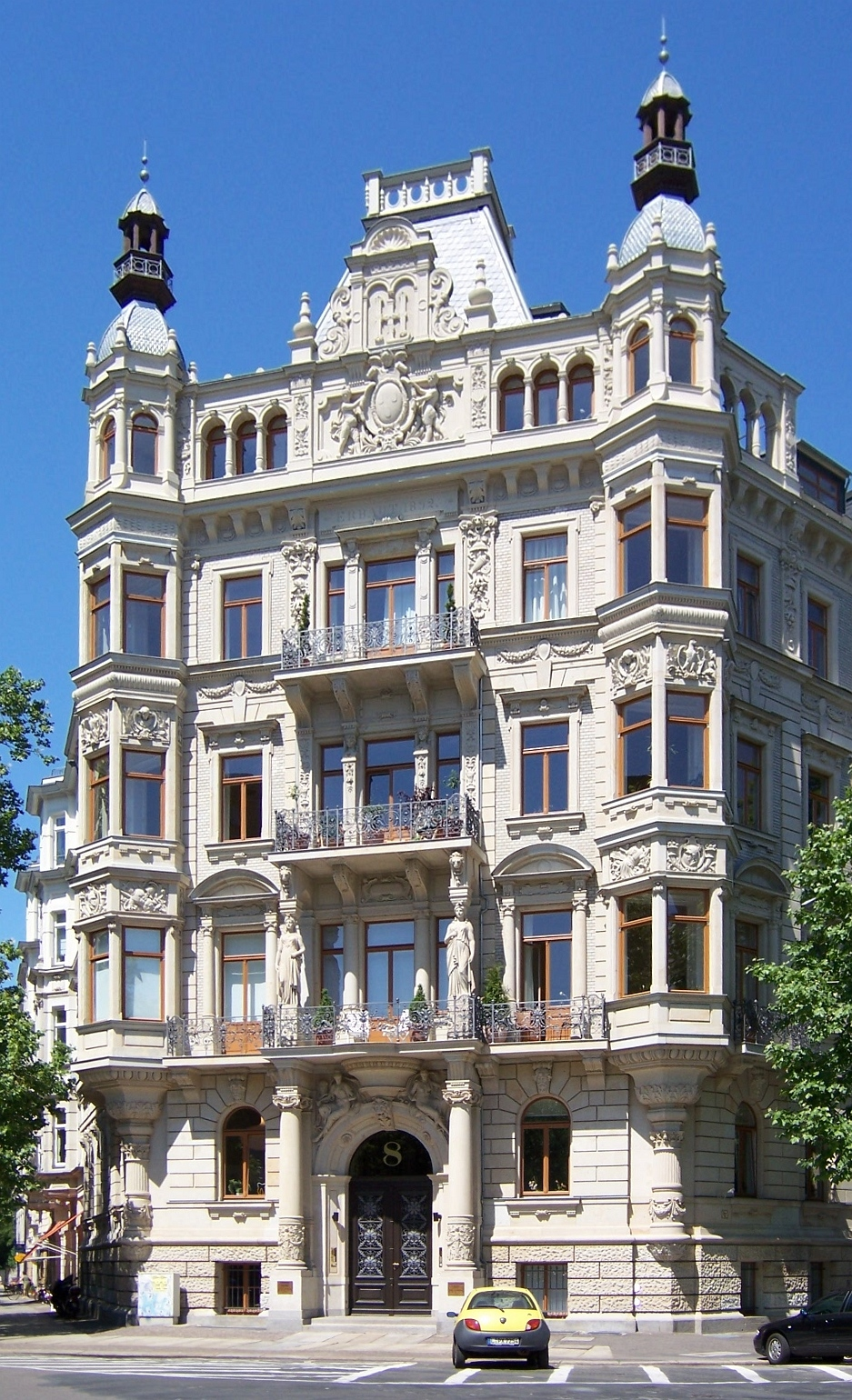
贝多芬街的罗斯巴赫宫

音乐街区（Musikviertel）是德国城市莱比锡西南郊区的非正式称呼. 它位于莱比锡中南区。北部和西部是约翰公园（Johannapark），马场Scheibenholz西南，Pleißemühlgraben东南，Floßplatz 和德国联邦最高行政法院以东。 
音乐街区的名称源于区内的音乐机构。除了少数例外，区内的街道，东西方向街道以作曲家命名（如贝多芬街、莫扎特街、海顿街、泰勒曼街、罗伯特·舒曼街) 南北方向街道以莱比锡的捐助者命名，例如格拉西街（Grassi straße）、费迪南德·罗得街（Ferdinand-Rhode-Straße）等。该街区设有许多文化机构，如当代艺术博物馆（Galerie für Zeitgenössische Kunst），莱比锡视觉艺术学院（Hochschule für Grafik und Buchkunst Leipzig），莱比锡费利克斯门德尔松巴托尔迪音乐戏剧学院（Hochschule für Musik und Theater „Felix Mendelssohn Bartholdy“ Leipzig）和莱比锡德语文学研究所（Deutsches Literaturinstitut Leipzig）。 
1884年，兴建第二座布商大厦音乐厅（Gewandhaus），在第二次世界大战中被破坏，战后拆除。现在为莱比锡大学人文中心。莱比锡托马斯学校从1973年到2000年设在泰勒曼街的一座公寓。